# Dhiab Ibn Ghanem
Pour les articles homonymes, voir Ghanem.
Dhiab bin Ghanim al-Zoghbi al-Hilali al-Ameri al-Hawwazni, est un prince de la branche Zughba, plus précisément du clan Banu Thawr de la tribu des Banu Hilal, il est l'un de leurs chevaliers et poètes les plus célèbres, il a vécu à la même époque que les deux autres princes hilaliens :  Abu Zaid al-Hilali et le prince al-Hassan bin Sarhan al-Hilali. 

## Ses exploits
Dhiab bin Ghanem est l'un des héros des contes populaires de l'épopée des Banu Hilal, il bat et tue le roi de Tunis Khalifa al-Zanati et venge par la même occasion plusieurs chevaliers qu’Al-Zanati un guerrier réputé avait tué lors de duels, il avait également battu le prince Abu Zaid al-Hilali, grâce à lui, la tribu des Banu Hilal a pu entrer en Tunisie, Constantine et d'autres villes d'Algérie.

## Ses défauts
Malgré les nombreux actes héroïques de Dhiab et sa victoire sur al-Zanati, il n'a pas atteint la même renommée que le prince Abu Zaid al-Hilali, on le décrit souvent comme une personne qui se précipite et plein d'insouciance et parfois même d'égoïsme en voulant rivaliser avec les autres princes qui conduira a la mort du prince Hassan bin Sarhan dans la course pour la Tunisie. Finalement cela conduit au meurtre du prince Hassan bin Sarhan et selon une autre source il serait également responsable de la mort du prince Abu Zaid Al-Hilali.

## Sa mort
Il a été déclaré dans certains récits qu'il a été assassiner par l'un des fils du prince Abu Zaid Al-Hilali, appelé Mukher, pour venger son père, qui a été tué par Dhiab. Le récit de sa mort est assez trouble.